# Liste der Museen in Regensburg
Die Liste der Museen in Regensburg gibt einen Überblick über aktuelle und ehemalige Museen in der kreisfreien Stadt Regensburg in Bayern.

## Aktuelle Museen
| Name                                    | Kurzbeschreibung | gegründet/ eröffnet | Träger                          | Standort                             | Bild           | Link |
| --------------------------------------- | --- | ------------------- | ------------------------------- | ------------------------------------ | -------------- | ---- |
| Besucherzentrum Welterbe Regensburg     | Das im ehemaligen Salzstadel untergebrachte Besucherzentrum für das UNESCO-Welterbe Altstadt von Regensburg mit Stadtamhof informiert mit Exponaten, Medieninstallationen und interaktiven Spielstationen über Regensburg und seine Geschichte. Ein interaktives Stadtmodell macht die Stadt durch die Jahrhunderte hindurch erlebbar. | 2007                | Stadt Regensburg                | Salzstadel                           | weitere Bilder |      |
| Brückturm-Museum                        | Das Museum ist im Brückturm untergebracht, dem letzten erhaltenen Turm der Steinernen Brücke. In den verschiedenen Stockwerken des Turms dokumentieren Modelle, Texte und Illustrationen verschiedene Aspekte der Geschichte der Brücke, ihren Charakter als Hindernis für die Schifffahrt sowie ein erhaltenes altes Turmuhrwerk und sein modernes Gegenüber. Im obersten Stockwerk befindet sich die ehemalige Türmerwohnung. |                     |                                 | Brückturm                            | weitere Bilder |      |
| Dackelmuseum                            | Das 2023 von Passau nach Regensburg umgezogene Dackelmuseum zeigt etwa 5000 Exponate, unter anderem zu den Themen Dackel als Jagdhund, Familienfreund, Symbol für Gemütlichkeit, Spielzeug, Stofftier, Olympiamaskottchen und Weihnachtsdeko. | 2018                |                                 | Weiße-Hahnen-Gasse                   |                |      |
| document Kepler (Kepler-Gedächtnishaus) | Das Museum im Sterbehaus des Astronomen Johannes Kepler (1571–1630) dokumentiert anhand von Briefen, originalen Büchern, Instrumenten und Modellen Keplers Leben, sein Werk und seine Beziehungen zu Regensburg. Die historischen Wohnräume wurden weitgehend originalgetreu rekonstruiert. | 1961                | Stadt Regensburg                | Kepler-Gedächtnishaus                | weitere Bilder |      |
| document Reichstag (Reichstagsmuseum)   | Das Museum im Alten Rathaus, das von 1663 bis 1806 der Sitz des Immerwährenden Reichstags war, zeigt neben dem Reichssaal und anderen historischen Räumen eine Dauerausstellung, die Hintergrundinformationen zu Aufbau und Funktion des Reichstags liefert. | 1963                | Stadt Regensburg                | Altes Rathaus                        | weitere Bilder |      |
| document Schnupftabakfabrik             | Das Museum ist in drei Räumen der ehemaligen Schnupftabakfabrik Bernard untergebracht, einer Zweigniederlassung des Tabakherstellers Gebrüder Bernard, deren Ausstattung in ihrem originalen Zustand belassen wurde. Es vermittelt einen Überblick über die Tabakherstellung von der Anlieferung des Rohtabaks bis hin zur Verpackung des Endprodukts und dokumentiert die Firmengeschichte der Bernard AG als erste Schnupftabakfabrik Deutschlands.                                                                                                  | 1999                | Stadt Regensburg                | Ehemalige Schnupftabakfabrik Bernard | weitere Bilder |      |
| Domschatz                               | Der Domschatz ist in den historischen Räumen des Bischofshofs untergebracht. Gezeigt werden Schatzkammerstücke des Mittelalters und der Neuzeit, darunter Goldschmiedearbeiten wie Kruzifixe, Monstranzen, Kelche und Bischofsstäbe sowie mit Goldstickerei versehene Gewänder. | 1974                | Bistum Regensburg               | Bischofshof                          | weitere Bilder |      |
| Donau-Schiffahrts-Museum                | Das Museum ist auf zwei historischen Schiffen untergebracht, die am Donaukai verankert sind. Der Radzugdampfer „Ruthof/Érsekcsanád“ von 1922/23 zeigt Kessel- und Maschinenraum, Kommando- und Ruderstand sowie die Schiffsküche des Dampfers in ursprünglichem Zustand und dokumentiert in den ehemaligen Schlafräumen mit Dioramen, Modellen und Schautafeln die Geschichte der Schifffahrt auf der deutschsprachigen Donau. Das Motorzugschiff Freudenau von 1942 ist voll funktionsfähig und wird gelegentlich zu Fahrten auf der Donau verwendet. |                     |                                 | Donau                                | weitere Bilder |      |
| Fürst Thurn und Taxis Marstallmuseum    | Das Museum im Südflügel des Alten Marstalls von Schloss St. Emmeram zeigt rund 70 Fahrzeuge wie Kutschen, Schlitten, Sänften und Tragsessel des Fürstenhauses Thurn und Taxis aus dem 18. bis frühen 20. Jahrhundert sowie dazu passendes Galageschirr und Reitzubehör. | 1935                |                                 | Schloss St. Emmeram                  | weitere Bilder |      |
| Fürstliche Schatzkammer Thurn und Taxis | Das Museum im Nordflügel des Alten Marstalls von Schloss St. Emmeram, ein Zweigmuseum des Bayerischen Nationalmuseums, zeigt Werke der Goldschmiedekunst, Porzellan, Gläser, Uhren, Möbel und die Gewehrsammlung des Fürstenhauses Thurn und Taxis. |                     | Freistaat Bayern                | Schloss St. Emmeram                  | weitere Bilder |      |
| Golfmuseum                              | In den mittelalterlichen Gewölben eines denkmalgeschützten Patrizierhauses zeigt das Museum über 1200 Exponate aus der Geschichte des Golfsports vom Mittelalter bis in die Neuzeit. |                     |                                 | Tändlergasse                         |                |      |
| Historisches Museum Regensburg          | Das Historische Museum im ehemaligen Minoritenkloster erläutert die Kunst- und Kulturgeschichte von der Steinzeit bis zum 19. Jahrhundert. Themenkreise sind Vor- und Frühgeschichte, Römerzeit, Steinplastik des Mittelalters, Leben und Handel im mittelalterlichen Regensburg, Sakralkunst des 15./16. Jahrhunderts bis zu Wohnkultur und Kunsthandwerk des 16. bis 19. Jahrhunderts. | 1949                | Stadt Regensburg                | Ehemaliges Minoritenkloster          | weitere Bilder |      |
| Haus der Bayerischen Geschichte: Museum | Das Museum dokumentiert in seiner Dauerausstellung die Geschichte Bayerns von der Gründung des Königreichs 1806 bis zum modernen Bundesstaat der Gegenwart. | 2019                | Haus der Bayerischen Geschichte | Donaumarkt                           | weitere Bilder |      |
| Kunstforum Ostdeutsche Galerie          | Das Museum legt den Schwerpunkt auf Kunst und Kultur der deutschen Bevölkerungsgruppen in Mittel-, Ost- und Südosteuropa vor dem Zweiten Weltkrieg, zeigt aber auch Gegenwartskunst aus dem östlichen Europa. | 1970                | Stiftung Ostdeutsche Galerie    | Ehemalige Turnhalle                  | weitere Bilder |      |
| Museen Karthaus                         | Das Museum in einem Trakt des ehemaligen Kartäuserklosters Prüll dokumentiert die Geschichte des Regensburger Bezirksklinikums mit Schwerpunkt Psychiatrie. Gezeigt werden auch der Lebensraum der Kartäuser und baugeschichtliche Befunde zur Klosteranlage und der Klosterkirche St. Vitus. |                     | Medbo                           | Bezirksklinikum Regensburg           | weitere Bilder |      |
| Museum in der Dreieinigkeitskirche      | Auf der Empore der evangelischen Dreieinigkeitskirche ist eine Ausstellung zur Geschichte des evangelischen Regensburg untergebracht mit Urkunden, Dokumenten und historischen sakralen Gebrauchsgegenständen. |                     |                                 | Dreieinigkeitskirche                 | weitere Bilder |      |
| Naturkundemuseum Ostbayern              | Das in dem Württembergischen Palais untergebrachte Museum dokumentiert die erdgeschichtliche Entwicklung der Region vom Jura bis zum Auftreten des Menschen und zur Gegenwart und zeigt für Ostbayern typische Gesteine und Mineralien. Eine Holzbibliothek von 1795 und ein Naturalienkabinett zeigen, wie Naturkunde im 18. und 19. Jahrhundert betrieben wurde. | 1961                |                                 | Württembergisches Palais             | weitere Bilder |      |
| Städtische Galerie im Leeren Beutel     | Die in dem Kulturzentrum Leerer Beutel untergebrachte Städtische Galerie zeigt vor allem malerische und graphische Werke ostbayerischer Künstler, darunter Josef Achmann (1885–1958), Kurt von Unruh (1894–1986), Xaver Fuhr (1898–1973) und Otto Baumann (1901–1992), sowie Bilder und Plastiken der Münchner Künstlergruppe SPUR |                     | Stadt Regensburg                | Leerer Beutel                        | weitere Bilder |      |

## Ehemalige Museen
| Name                                          | Kurzbeschreibung | gegründet/ eröffnet | geschlossen/ aufgelöst | Träger            | Standort   | Bild           | Link |
| --------------------------------------------- | --- | ------------------- | ---------------------- | ----------------- | ---------- | -------------- | ---- |
| Archäologisches Museum im BMW-Werk Regensburg | In den Jahren 1983 bis 1985 wurden auf dem Gelände des geplanten BMW-Werks mehr als 10.000 Objekte und etwa 50 Hausgrundrisse ausgegraben, darunter Reste einer villa rustica mit einem Badehaus. Die translozierten Reste des Badehauses sind im Freigelände des BMW-Werks zu besichtigen. Dort wurde 1986 ein Museum eingerichtet, das etwa 300 Objekte als Leihgabe des Historischen Museums Regensburg zeigte. Mittlerweile ist das Museum bis auf wenige Vitrinen aufgelöst, die Leihgaben wurden zurückgegeben. | 1986                |                        | BMW               | Harting    |                |      |
| Museum St. Ulrich                             | Das Diözesanmuseum in der frühgotischen Kirche St. Ulrich am Domplatz zeigte Gemälde, Skulpturen und Goldschmiedekunst vom 11. bis zum 21. Jahrhundert. Wegen umfangreicher Restaurierungsarbeiten ist das Museum auf unbestimmte Zeit geschlossen und wird nur temporär für Sonderausstellungen genutzt | 1986                |                        | Bistum Regensburg | St. Ulrich | weitere Bilder |      |